# پال وایتز (فیلم‌ساز)
پل وایتز (انگلیسی: Paul Weitz؛ زادهٔ ۱۹ نوامبر ۱۹۶۵) یک فیلم‌نامه‌نویس، تهیه‌کننده، و کارگردان اهل ایالات متحده آمریکا است.